# آبی بیابان
آبی بیابان (به انگلیسی: Desert Blue) فیلمی محصول سال ۱۹۹۸ و به کارگردانی مورگان جی. فریمن است. در این فیلم بازیگرانی همچون کیسی افلک، برندان سکستون سوم، کیت هادسن، جان هرد، کریستینا ریچی، سارا گیلبرت، اتان سوپلی، پیتر سارسگارد، مایکل ایرون‌ساید، لوسیندا جنی، دنیل وان بارگن، آنجانو الیس، فرد اشنایدر و لیو شرایبر ایفای نقش کرده‌اند.